# Округ Отсиго (Мичиген)
Округ Отсиго (енгл. Otsego County) је округ у америчкој савезној држави Мичиген.

## Демографија
По попису из 2010. године број становника је 24.164, што је 863 (3,7%) становника више него 2000. године.
| Група             | 2000.          | 2010.          |
| Белци             | 22.603 (97,0%) | 23.186 (96,0%) |
| Афроамериканци    | 42 (0,2%)      | 80 (0,3%)      |
| Азијати           | 79 (0,3%)      | 93 (0,4%)      |
| Хиспаноамериканци | 175 (0,8%)     | 299 (1,2%)     |
| Укупно            | 23.301         | 24.164         |